# Hans Selander
Hans Selander (Helsingborg, 1945. március 15. – 2023. december 15.) svéd válogatott labdarúgó.

## Pályafutása

### Klubcsapatban
1962 és 1969 között a Helsingborgsban játszott. 1970-től 1972 ig az Uppsala, 1973-ban a Sirius játékosa volt. Az 1973–74-es szezont a német Wormatia Worms együttesénél töltötte. 1974-ben visszatért a Siriushoz. 1975 és 1981 között a Halmstadot erősítette, melynek színeiben két alkalommal szerzett bajnoki címet.

### A válogatottban
1966–1977 között 42 alkalommal szerepelt a svéd válogatottban és 3 gólt szerzett. Részt vett az 1970-es világbajnokságon.

### Edzőként
1982 és 1984 között a Falkenbergs vezetőedzője volt. 

## Sikerei, díjai
Halmstad
- Svéd bajnok (2): 1976, 1979